# یوری پانتیوخوف
یوری پانتیوخوف (انگلیسی: Yuri Pantyukhov; ۱۵ مارس ۱۹۳۱ – ۲۲ اکتبر ۱۹۸۲) بازیکن هاکی روی یخ اهل اتحاد جماهیر شوروی سوسیالیستی بود.